# Andover (Kansas)
Pour les articles homonymes, voir Andover.
Andover est une ville du comté de Butler, dans le Kansas, aux États-Unis.

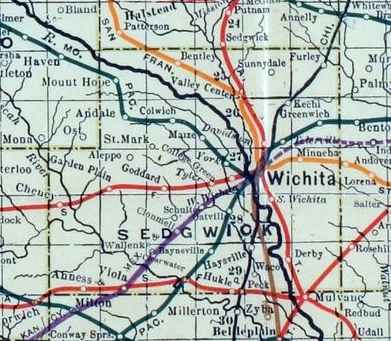
Carte des chemins de fer de 1915 du comté de Sedgwick